# Панель управления Windows
Панель управления (англ. Control Panel) — компонент Microsoft Windows, позволяющий выполнять основные действия по настройке системы, такие как добавление, удаление и настройка устройств, установка и деинсталляция программ, управление учётными записями, включение специальных возможностей, а также многие другие действия, связанные с управлением системой. Присутствует в системе с момента её выхода в 1985 году.
Все элементы (или же апплеты, с англ. applet — мини-приложение) Панели управления, с помощью которых можно выполнять определенные системные действия, представляют собой файлы с расширением .cpl.  Каждый такой апплет запускает системную утилиту, которая нужна для выполнения конкретных задач по настройке системы. Большинство апплетов в Панели управления созданы Microsoft, но в некоторых случаях сторонние производители (например, NVidia) также создавали свои апплеты для Панели управления. С выходом Windows XP, ввиду увеличившегося количества апплетов, была создана их сортировка по категориям, при этом «классический вид» по всем апплетам сразу также сохранился.
В Windows 8, а затем и в Windows 10 появилось приложение «Параметры», заменяющее собой Панель управления. Панель управления в системе при этом осталась. В Windows 10 некоторые функции, такие как Персонализация или Свойства системы, частично или полностью перемещены в «Параметры», и более не работают в Панели управления. В будущем Microsoft планирует полностью отказаться от Панели управления в пользу данного приложения.